# Myeongseong di Corea
Myeongseong (명성황후?, 明成皇后?, Meongseong hwanghuLR, Myŏngsŏng hwanghuMR; Yeoheung-mok, 17 novembre 1851 – Hanseong, 8 ottobre 1895) è stata una regina consorte coreana, moglie di Gojong di Corea.
Chiamata "regina Min" (민비?, Min biLR), in virtù del suo cognome, quand'era in vita, entro breve tempo dal matrimonio ottenne un notevole potere politico, combattendo contro l'influenza giapponese in Corea; propendeva invece per i russi ed i cinesi. A causa del suo atteggiamento contrario al Giappone, fu assassinata da sicari giapponesi assoldati dal ministro Miura Gorō l'8 ottobre 1895 nel palazzo reale Gyeongbok; il suo cadavere venne quindi violato e cremato, e le ceneri disperse. Il suo nome postumo esteso è Hyoja Weonseong Jonghwa Hapcheon Myeongseong Taehwanghu (효자원성정화합천명성태황후?, 孝慈元聖正化合天明成太皇后?), che però viene per lo più abbreviato in Myeongseong hwanghu, che significa "imperatrice Myeongseong".

## Biografia

### Infanzia e gioventù

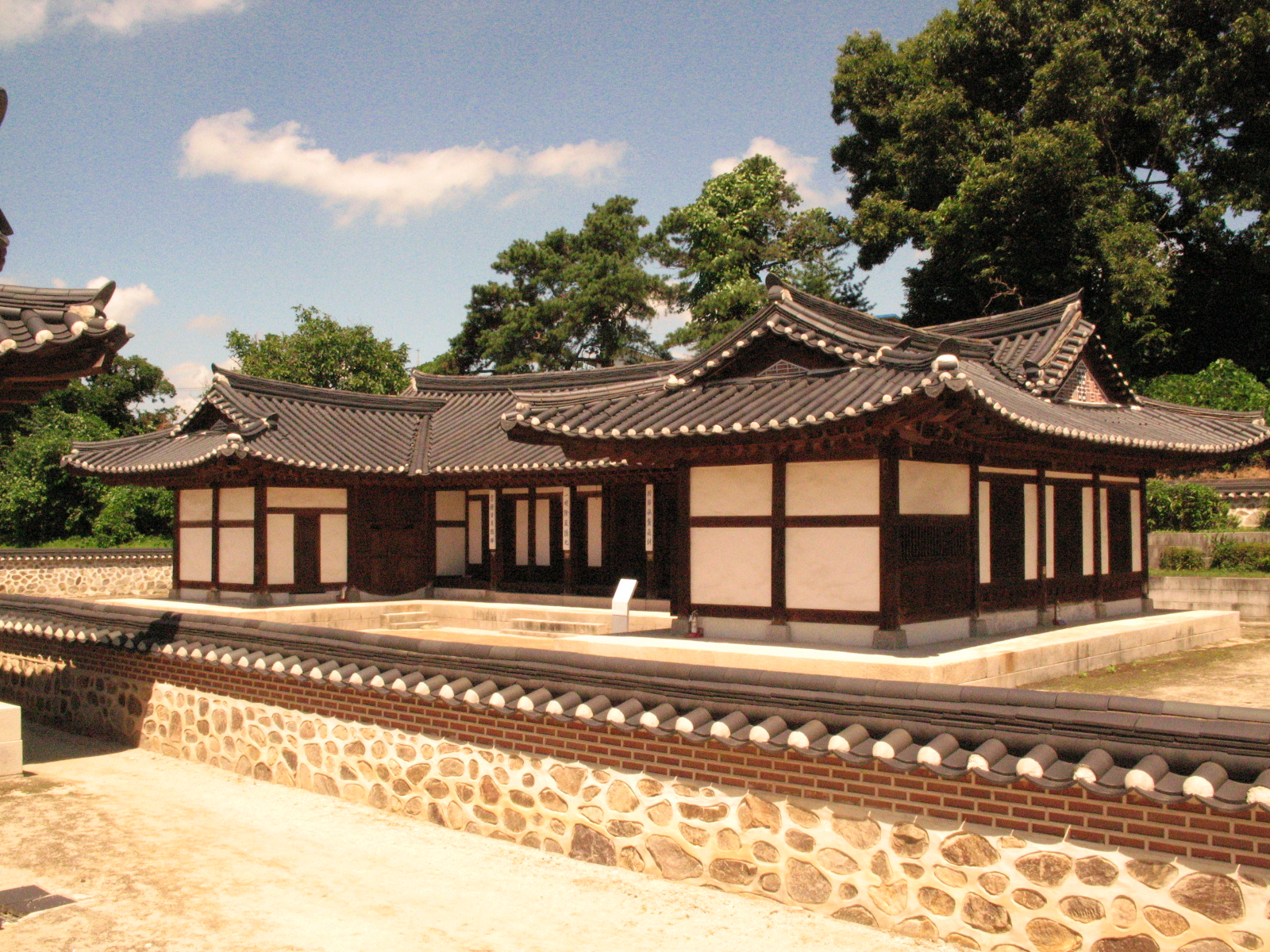
Casa natale di Myeongseong.

Myeongseong (nome postumo) nacque a Yeoju il 17 novembre 1851 (25 settembre secondo il calendario lunare) da Min Chi-rok e sua moglie, una Yi di Hansan conosciuta con il titolo di Hanchang bubuin, in una famiglia nobile, il bon-gwan Min di Yeoheung. Trascorse l'infanzia nella casa di Gamgodang, appartenuta alla regina Inhyeon (1667-1701), ma poiché a otto anni restò orfana di padre, poco si sa della sua gioventù, così come non è certo che il suo nome di battesimo fosse 자영?, JayeongLR, ChayŏngMR: prima di sposarsi ci si riferiva a lei semplicemente come alla "figlia di Min Chi-rok".

### Matrimonio

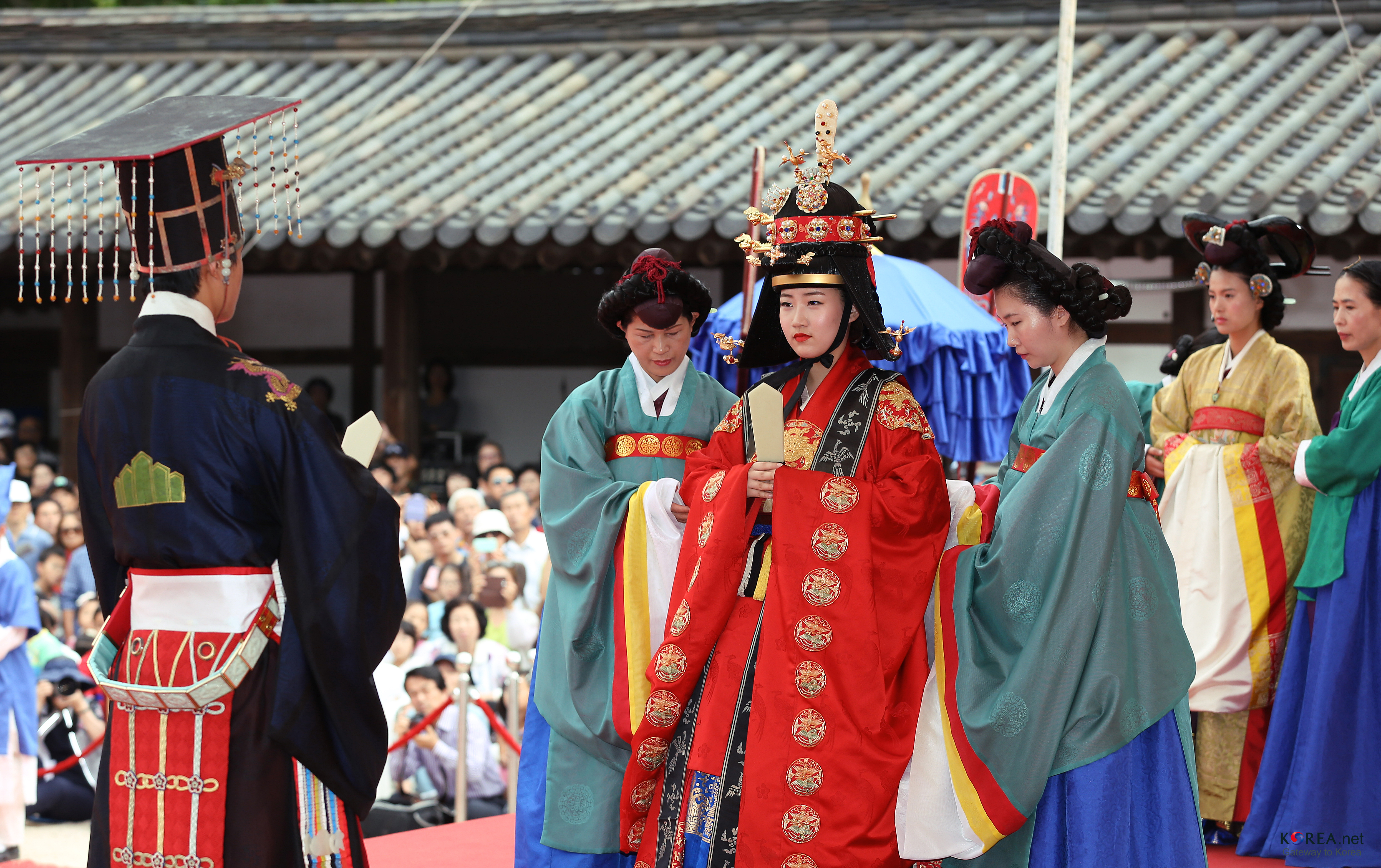
Matrimonio di Myeongseong e Gojong (ricostruzione storica del 2013).

Nel 1863, il re Cheoljong morì senza eredi: la scelta del suo successore spettò alla gran regina vedova Sinjeong, nuora di Sunjo, che aveva governato dal 1800 al 1834, in qualità di donna più anziana del palazzo. Per contrastare l'influenza del bon-gwan Kim di Andong, Sinjeong proclamò re il dodicenne Yi Myeong-bok (Gojong) e affidò il potere politico a suo padre Yi Ha-eung, un lontano discendente del re Injo, che assunse il titolo onorario di Daewongun e si adoperò per riformare la corte e allontanare i Kim di Andong. Tre anni dopo, il Daewongun iniziò a cercare una consorte per il figlio, una donna nobile senza parenti stretti né ambizioni politiche: dopo aver scartato numerose candidate, seguì il consiglio di sua moglie, anch'ella una Min di Yeoheung, e scelse Myeongseong; le nozze vennero celebrate il 20 marzo 1866 (secondo il calendario lunare) al padiglione Injeong-jeon del Changdeokgung. Un'attendente aiutò l'esile sposa a sostenere il peso della parrucca tradizionale che dovette indossare durante la cerimonia.

### Regno
Ignorata dal marito, la novella regina trascorse i cinque anni successivi studiando le regole di corte e dedicandosi alla lettura di saggi sulla scienza, la politica e la filosofia solitamente destinati ai funzionari d'alto rango, come gli Annali delle primavere e degli autunni. I suoi studi preoccuparono il Daewongun, che commentò: "Evidentemente aspira a diventare un dottore in lettere; fate attenzione a lei"; presto, suocero e nuora divennero nemici giurati, e l'uomo assegnò a Gojong una concubina reale per indebolire il potere di Myeongseong. Nel 1868 la concubina diede a Gojong un figlio maschio, notizia che inasprì il risentimento della regina nei confronti del suocero, in quanto l'uomo avrebbe potuto sfruttare il proprio potere per rendere il bambino l'erede legittimo. Nel 1871 anche Myeongseong rimase incinta, ma il figlio morì pochi giorni dopo il parto di atresia anale. Le mudang convocate dalla regina per indagare sul decesso del bambino incolparono il Daewongun, sostenendo che l'avesse avvelenato con un farmaco emetico a base di ginseng.
Compiuti i vent'anni, Gojong decise di assumere il potere ma, siccome temeva il confronto con il padre, fu Myeongseong a svolgere un ruolo centrale nella transizione di governo, assegnando ai propri parenti posizioni amministrative chiave; nel 1873 il Daewongun si ritirò quindi a vita privata, e da quel momento iniziarono a verificarsi degli attentati in cui persero la vita alcuni tra i consanguinei e i confidenti più stretti della regina. La sua stessa madre rimase uccisa nell'esplosione di una scatola giunta per posta. Nel 1874 Myeongseong diede alla luce il principe Cheok (Sunjong), rafforzando la propria posizione di potere, e ormai governava a tutti gli effetti all'ombra del marito. Il suo ruolo politico non era conforme all'ideale confuciano della donna, che doveva essere repressa e virtuosa, ma somigliava maggiormente a quello assunto dalle regine regnanti del periodo Silla. Myeongseong non riuscì comunque a impedire la firma del trattato di Ganghwa, il quale concesse al Giappone l'accesso ai porti e alle acque coreane e diritti commerciali speciali. Contattò quindi Cina, Russia e altre potenze occidentali affinché l'aiutassero a proteggere la sovranità del suo Paese, ma esse si limitarono a firmare trattati commerciali senza impegnarsi a difendere la Corea: il trattato di Ganghwa segnò così l'inizio della perdita dell'indipendenza coreana e aprì la strada alla dominazione giapponese che sarebbe durata dal 1910 al 1945.
Nel 1882 l'esercito si sollevò in segno di protesta contro le riforme della milizia e l'apertura del Paese all'estero, una rivolta, nota come incidente di Imo, che per breve tempo riportò al potere il Daewongun, il quale ordinò l'esecuzione dei sostenitori e dei parenti della regina, e l'espulsione dei dignitari stranieri dalla capitale prima che le truppe cinesi giunte in soccorso lo arrestassero. Gli ambasciatori giapponesi costrinsero quindi Gojong a firmare il trattato di Jemulpo che, oltre ad assegnare al Giappone un risarcimento per le perdite subite durante la rivolta, permetteva l'ingresso della sua milizia a Seul per difendere l'ambasciata giapponese.
Nel 1894 la Corea venne colpita da una nuova rivolta contro il governo giapponese, guidata dal movimento religioso Donghak, che si mise in marcia verso Seul. Gojong rispose ascoltando l'esortazione della moglie a contattare la Cina: il 6 giugno Pechino inviò 2.500 soldati a rafforzare le difese della capitale coreana, iniziativa che fece infuriare il Giappone, il quale stazionò 4.500 dei propri soldati a Incheon. Le truppe delle due potenze non furono ritirate alla conclusione della rivolta e, anzi, il 23 luglio quelle giapponesi catturarono il re e la regina a Seul. Il 1º agosto, Cina e Giappone si dichiararono guerra: il conflitto durò fino al 17 aprile 1895, quando la Cina firmò il trattato di Shimonoseki, riconoscendo che la Corea non era più un suo stato tributario e ne lasciò il controllo al Giappone. Myeongseong si appellò alla Russia in cerca di aiuto, una mossa che spinse i giapponesi a decidere di sbarazzarsi definitivamente di lei, con l'aiuto del Daewongun.

### Omicidio
Il piano per assassinarla prese il nome di "operazione caccia alla volpe", ed è ricordato in Corea come "incidente di Eulmi" (을미사변?, 乙未事變?, Eulmi sabyeonLR), dove Eulmi è il nome proprio dell'anno in cui si verificò, il 1895. Fu concepito dall'ambasciatore giapponese in Corea Miura Gorō insieme a Okamoto Ryūnosuke, Sugimura Fukashi, Kunitomo Shigeaki, Sase Kumatetsu, Nakamura Tateo, Hirayama Iwahiko e oltre una cinquantina di altri uomini giapponesi, con la collaborazione dei coreani Woo Beom-seon e Yi Du-hwang, comandanti di battaglione dell'Hullyeondae, un reggimento di guardie reali addestrato dai giapponesi: furono mille soldati coreani condotti da Woo e Yi a circondare e aprire i cancelli del palazzo reale Gyeongbok, permettendo l'ingresso di un gruppo di ronin all'alba dell'8 ottobre 1895.
Di fronte al Gwanghwamun, i soldati dell'Hullyeondae guidati da Woo e il gruppo di sicurezza della legazione giapponese condotto dal tenente comandante Niiro Torisuke scavalcarono le mura del palazzo, trovandosi incidentalmente a combattere contro le guardie reali, le guardie della capitale sotto il comando del tenente colonnello Hong Gye-hun, An Gyeong-su, il sindaco Hyeon Heung-taek e il generale William McEntyre Dye. A causa di armi e numeri inferiori, però, la difesa crollò: Hong e il ministro Yi Gyeong-jik restarono uccisi in uno scontro a fuoco, costringendo McEntyre Dye, Hyeon e le guardie sopravvissute a ritirarsi.
Sentendo il grido di allarme del tenente colonnello Hong, Myeongseong si travestì da dama di corte e si mimetizzò con la servitù prima che i giapponesi arrivassero all'Okhoru, un appartamento privato nel Geoncheonggung, una delle residenze del palazzo. Si ritiene che una delle sue ultime domande sia stata se il principe ereditario fosse al sicuro. Gojong raggiunse i banditi per sviarne l'attenzione abbastanza a lungo da far fuggire la moglie, ma i ronin picchiarono le dame di corte e puntarono le spade contro il principe ereditario per fargli confessare dove fosse sua madre, tuttavia il loro tentativo fu inutile; la principessa consorte Min venne invece catturata e picchiata dagli intrusi, che le tagliarono i capelli. Il principe riuscì poi a raggiungere il padre, insieme al quale vide un soldato giapponese armato di spada inseguire Myeongseong. L'architetto russo Afanasy Seredin-Sabatin, al servizio della corte coreana, scrisse dell'evento:

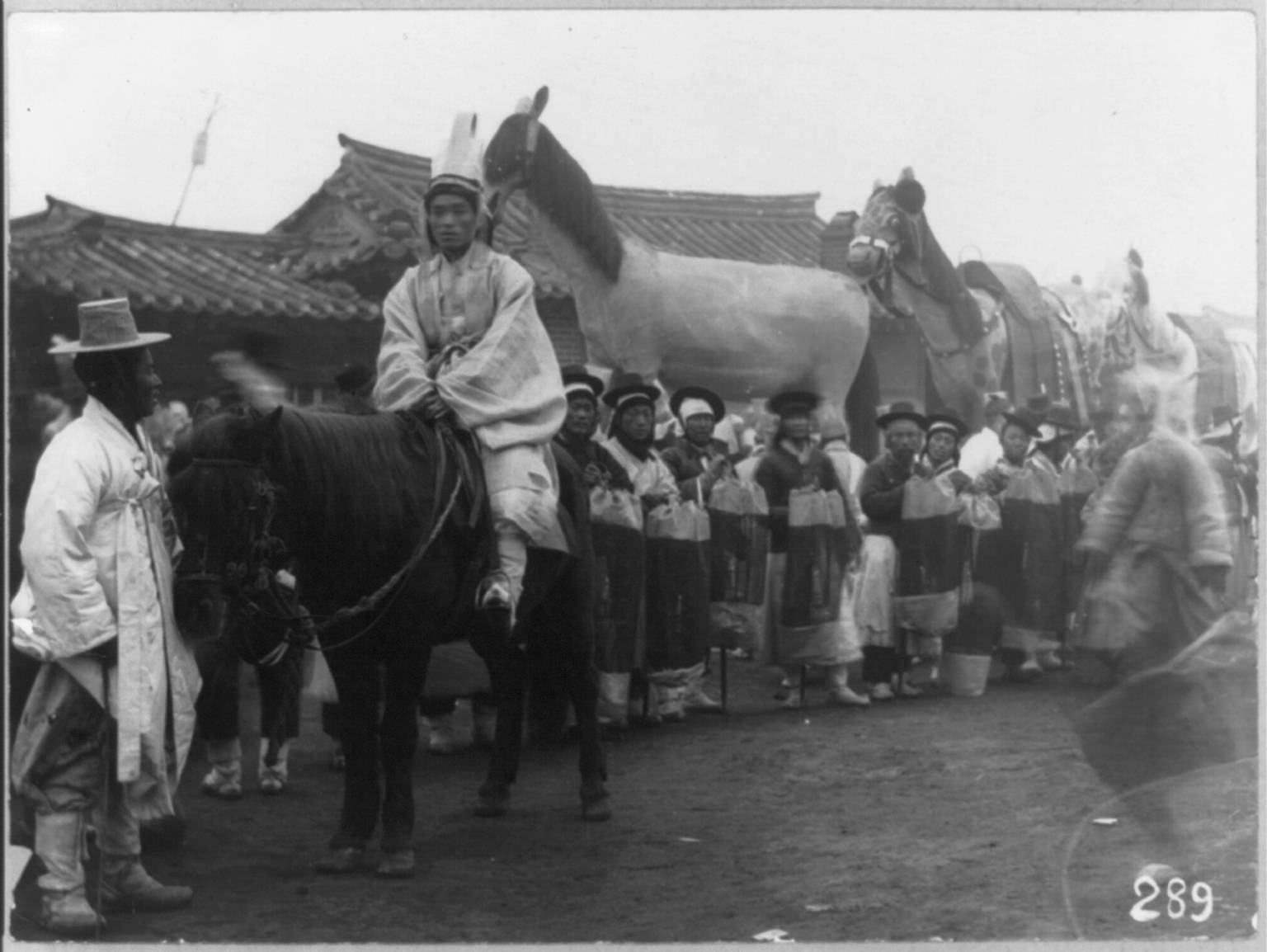
Processione funebre per la regina Myeongseong.

I ronin assassinarono brutalmente tre donne nel tentativo di uccidere la regina: una cicatrice di vaiolo sulla tempia diede loro la conferma che una delle vittime fosse effettivamente Myeongseong. I cadaveri vennero esposti al pubblico, spostati nella pineta antistante, violati, intrisi di petrolio, cremati e sotterrati. Grazie a un salvacondotto del governo giapponese, i colpevoli salparono successivamente da Incheon per tornare in patria. Nel 1896 Miura e altre 56 persone coinvolte nell'omicidio vennero processate in Giappone, ma il tribunale di Hiroshima li assolse per mancanza di prove.
Un'indagine coreana condotta nel 1897 permise di ritrovare un dito della regina tra le ceneri e la sabbia, che fu restituito a Gojong. Il 6 gennaio di quell'anno, il sovrano le assegnò il titolo postumo di "regina Munseong", poi convertito in "regina Myeongseong" il 2 marzo perché Munseong era il nome templare del re Jeongjo. Il 2 novembre 1897 venne celebrato il funerale, accompagnato da una processione durante la quale sfilarono 5.000 soldati, 650 poliziotti, 4.000 lanterne e dei cavalli di legno giganteschi costruiti per essere usati dalla regina nell'aldilà.

## Personalità e immagine

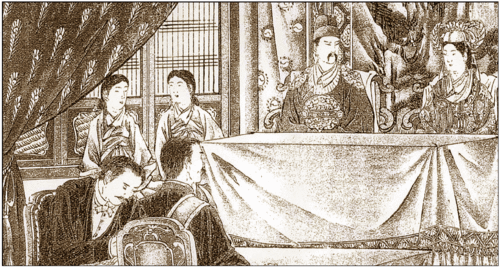
L'illustrazione ritrovata nel 2005. Myeongseong è rappresentata sulla destra, accanto al marito.

Il suo aspetto fisico è perlopiù sconosciuto, giacché non esistono suoi ritratti, e sono stati sollevati dubbi che le fotografie che la immortalano siano effettivamente della regina. Secondo alcuni, non si fece scattare foto per paura di essere riconosciuta, mentre altri sospettano che i giapponesi le abbiano distrutte dopo il suo omicidio. Nel 2005 venne pubblicata un'illustrazione dell'artista Ishizuka, tratta dall'84ª edizione della rivista giapponese Fūzokugahō, raffigurante Gojong e Myeongseong l'8 dicembre 1894 mentre davano il benvenuto all'incaricato d'affari giapponese Inoue Kaoru.
Il suo medico, la missionaria Lilias Underwood, la descrisse così nel suo libro Fifteen Years among the Top-Knots (1904):
Anche Isabella Bird ne descrisse aspetto e personalità nel suo libro Korea and Her Neighbours:

### Presunte fotografie
Queste le fotografie per le quali si è sostenuto, almeno una volta, che rappresentassero Myeongseong:
1. Donna di corte, pubblicata nel The Illustrated London News del 21 luglio 1894 con la didascalia "assistente del re di Corea";
2. La regina della Corea, pubblicata da Raoul Villetard de Laguérie nel numero 2749 de L'illustration (1895);
3. Copertina de La Corée, Indépendante, Russe, ou Japonaise di Raoul Villetard de Laguérie (1898) – uguale alla foto n 2;
4. Donna di palazzo in abiti di corte, pubblicata in Corea e Coreani, Impressioni e ricerche sull’Impero del Grande Han di Carlo Rossetti (1904);
5. Una donna coreana in abito completo, pubblicata da Lillias Underwood in With Tommy Tompkins in Korea (1905) – uguale alla foto n. 4;
6. La donna di palazzo in pompa magna, pubblicata da H. B. Hulbert in The Passing of Korea (1906) – uguale alle foto n. 4 e 5;
7. L'imperatrice Myeongseong, pubblicata da Syngman Rhee in The Spirit of Independence (1910).

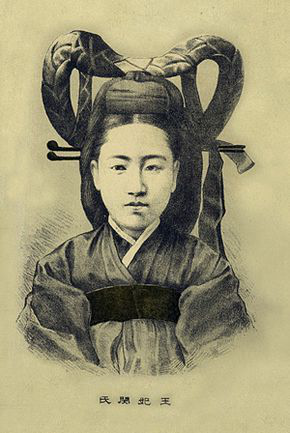
Foto n. 3
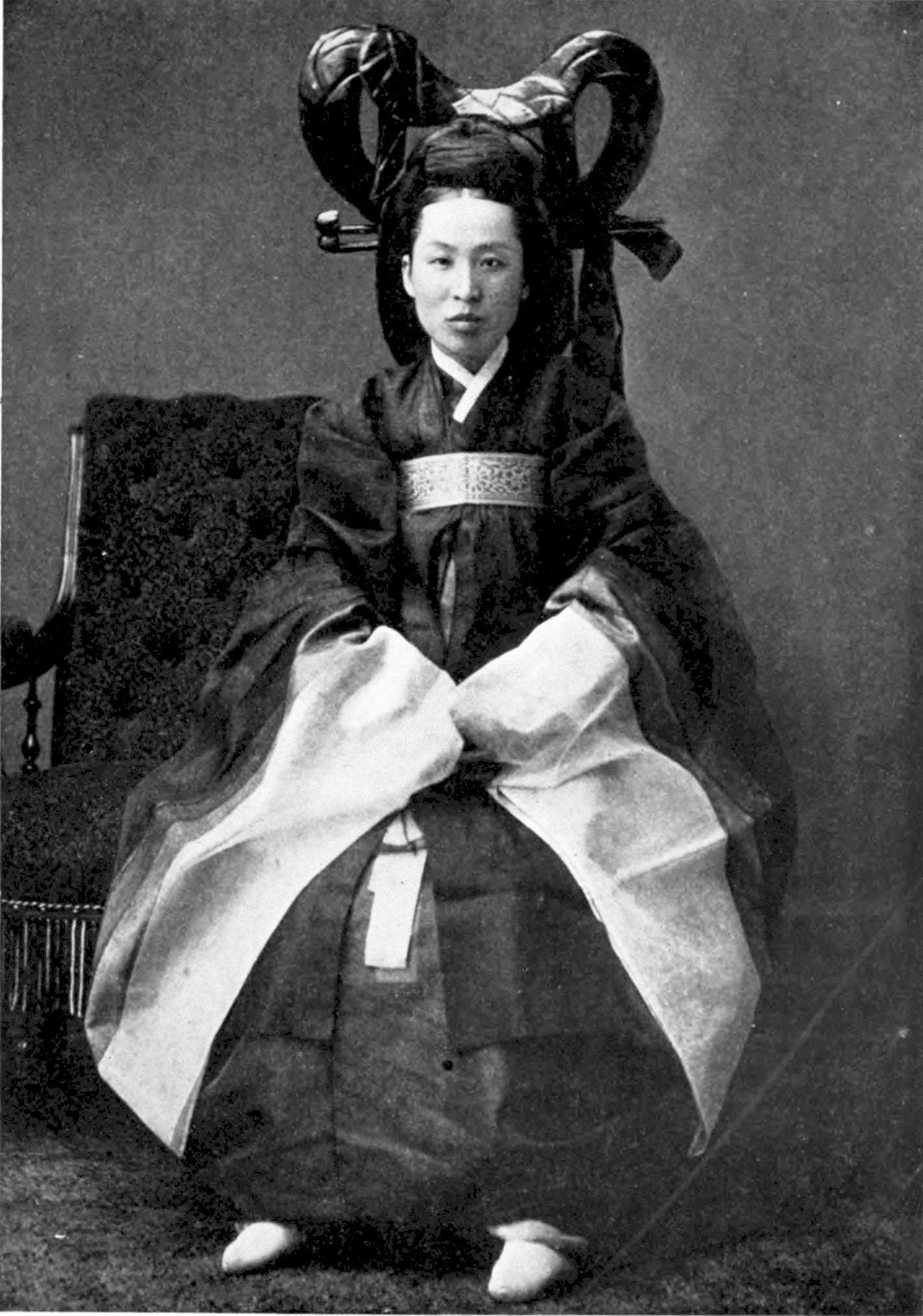
Foto n. 6
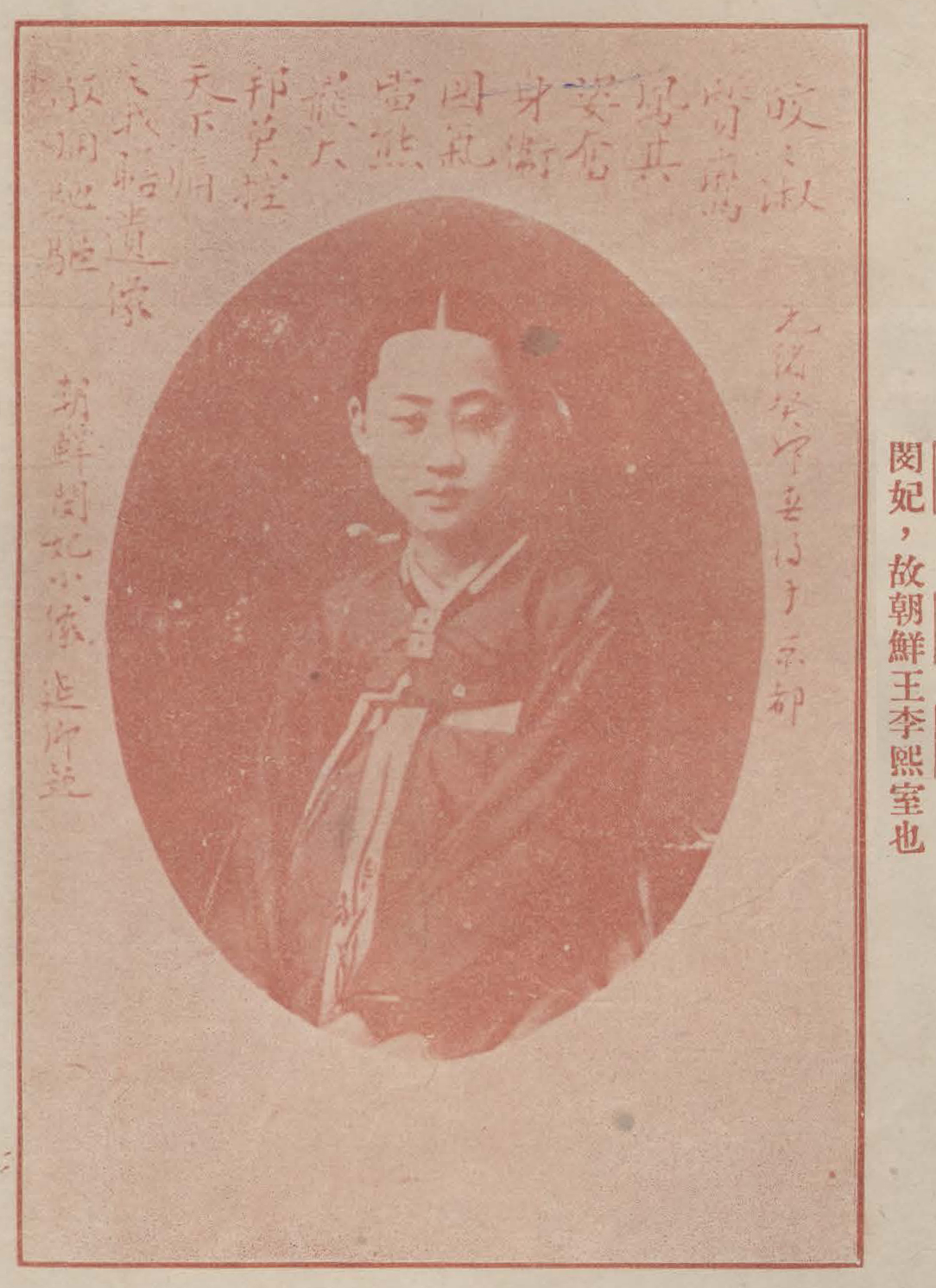
Foto n. 7

Tutte e sette le foto sono state screditate dagli storici, per abbigliamento, posa o sfondo non consoni.

## Lascito
In Corea, l'opinione pubblica su Myeongseong ha subito modifiche nel tempo: negli anni Cinquanta, ad esempio, lo storico Choe Byong-ik la considerava "una personificazione di tutti i mali della dinastia [Joseon] decadente", mentre negli anni Novanta è diventata un simbolo nazionalista e di propaganda per effetto della politica di globalizzazione voluta da Kim Young-sam. Riassumendo questo cambiamento, Antonetta L. Bruno e Kukjin Kim hanno scritto che "all'interno del discorso sul nazionalismo coreano, si è trasformata da consorte anti-confuciana ad esemplare Madre della Nazione".

## Discendenza
Myeongseong e Gojong di Corea hanno avuto cinque figli:
- Figlio senza nome (1871)
- Figlia senza nome (1873)
- Yi Cheok, imperatore Sunjong di Corea (1874-1926). Non ebbe figli.
- Figlio senza nome (1875)
- Figlio senza nome (1878)

## Ascendenza
|                             |   |             | Genitori |  |  | Nonni |  |  | Bisnonni     |  |  | Trisnonni |  |
|                             |   |             |          |  |  |       |  |  | Min Baek-bun |  |  | Min Ik-su |  |
|                             |   |             |          |  |  |       |  |  | Min Baek-bun |  |  | Min Ik-su |  |
|                             |   | …           |          |  |  |       |  |  | Min Baek-bun |  |  |           |  |
| Min Gi-hyeon                |   |             |          |  |  |       |  |  | Min Baek-bun |  |  |           |  |
|                             |   | Signora Sim | …        |  |  |       |  |  |              |  |  |           |  |
|                             |   | Signora Sim | …        |  |  |       |  |  |              |  |  |           |  |
|                             |   | Signora Sim | …        |  |  |       |  |  |              |  |  |           |  |
| Min Chi-rok                 |   | Signora Sim |          |  |  |       |  |  |              |  |  |           |  |
|                             |   | …           | …        |  |  |       |  |  |              |  |  |           |  |
|                             |   | …           | …        |  |  |       |  |  |              |  |  |           |  |
|                             |   | …           | …        |  |  |       |  |  |              |  |  |           |  |
| Signora Jeong               |   | …           |          |  |  |       |  |  |              |  |  |           |  |
|                             |   | …           | …        |  |  |       |  |  |              |  |  |           |  |
|                             |   | …           | …        |  |  |       |  |  |              |  |  |           |  |
|                             |   | …           | …        |  |  |       |  |  |              |  |  |           |  |
| Myeongseong di Corea        |   | …           |          |  |  |       |  |  |              |  |  |           |  |
|                             | … | …           |          |  |  |       |  |  |              |  |  |           |  |
|                             | … | …           |          |  |  |       |  |  |              |  |  |           |  |
|                             | … | …           |          |  |  |       |  |  |              |  |  |           |  |
| Yi Gyu-nyeon                | … |             |          |  |  |       |  |  |              |  |  |           |  |
|                             |   | …           | …        |  |  |       |  |  |              |  |  |           |  |
|                             |   | …           | …        |  |  |       |  |  |              |  |  |           |  |
|                             |   | …           | …        |  |  |       |  |  |              |  |  |           |  |
| Signora Yi, Hanchang bubuin |   | …           |          |  |  |       |  |  |              |  |  |           |  |
|                             |   | …           | …        |  |  |       |  |  |              |  |  |           |  |
|                             |   | …           | …        |  |  |       |  |  |              |  |  |           |  |
|                             |   | …           | …        |  |  |       |  |  |              |  |  |           |  |
| Signora Kim                 |   | …           |          |  |  |       |  |  |              |  |  |           |  |
|                             |   | …           | …        |  |  |       |  |  |              |  |  |           |  |
|                             |   | …           | …        |  |  |       |  |  |              |  |  |           |  |
|                             |   | …           | …        |  |  |       |  |  |              |  |  |           |  |
|                             |   | …           |          |  |  |       |  |  |              |  |  |           |  |

### Ascendenza patrilineare
1. Min Hyo-son
2. Min Yeo-jun
3. Min Gi
4. Min Gwang-hun
5. Min Yu-jung
6. Min Jin-hu, fratello maggiore della regina Inhyeon
7. Min Ik-su
8. Min Baek-bun
9. Min Gi-hyeon
10. Min Chi-rok, principe interno Yeoseong
11. Myeongseong